# Czosnów
Czosnów (do 1 stycznia 1997 nosiła nazwę Czosnów Pierwszy) – wieś sołecka w Polsce położona w województwie mazowieckim, w powiecie nowodworskim, w gminie Czosnów. Siedziba gminy Czosnów.
Do 1954 roku siedziba gminy Cząstków. W latach 1954–1972 wieś należała i była siedzibą władz gromady Czosnów. W latach 1975–1998 wieś administracyjnie należała do województwa warszawskiego.
Graniczy z miejscowościami: Dobrzyń, Cząstków Mazowiecki, Dębina i Kaliszki.

## Położenie
Czosnów położony jest pomiędzy Nowym Dworem Mazowieckim a Łomiankami przy drodze krajowej nr 7 Warszawa – Gdańsk, pomiędzy rzeką Wisłą a Puszczą Kampinoską. Miejscowość oddalona o 27 km od centrum Warszawy.

## Historia
Czosnów zaliczany jest do starych miejscowości w gminie Czosnów, dokładna data założenia nie jest znana. Wiadomo, że pomiędzy XII a XIV w. należał do Karmelitów z Czerwińska. Od XV wieku do XVII była to siedziba dóbr rodu Czosnowskich herbu Kolumna, które z biegiem lat uległy podzieleniu. Po I wojnie światowej siedziba gminy, po II wojnie światowej siedziba Gromadzkiej Rady Narodowej (jednej z 3 w obszarze dawnej gminy). Od 1974 gmina Czosnów z połączenia trzech GRN w Czosnowie, Kazuniu Polskim i Sowiej Woli.